# Democratici Svedesi
I Democratici Svedesi (in svedese Sverigedemokraterna, SD) sono un partito politico svedese di matrice nazionalista e populista di destra.

## Storia
Il partito è stato fondato nel 1988 tramite l'unificazione di varie forze dell'estrema destra svedese con l'obiettivo di contrastare fenomeni quali l'immigrazione e l'islamizzazione, a favore di una politica improntata alla difesa della cultura svedese. Il partito aveva forti legami con il neonazismo. Negli anni 2000 la dirigenza del partito ha deciso di rinunciare alle idee più oltranziste esprimendosi come movimento euroscettico e prodigandosi per il controllo dell'immigrazione.
Alle elezioni del 19 settembre 2010 il partito entra per la prima volta nel Riksdag (il Parlamento), ottenendo 20 seggi.
Alle elezioni europee del 25 maggio 2014 il partito ottiene 2 seggi nell'europarlamento, entrando a far parte del gruppo parlamentare europeo EFDD. Alle legislative del 2018 il partito, con candidato-premier Jimmie Åkesson, ottiene il 17.5% dei voti e 62 seggi. 
Alle legislative del 2022, a sorpresa sul piano nazionale, il partito raggiunge lo storico risultato del 20,6% dei voti, ottenendo per la prima volta spazio in un esecutivo insieme agli alleati della Destra moderata di Ulf Kristersson.

## Struttura

### Leader
- Leif Ericsson e Johnny Berg (1988–1989)
- Anders Klarström e Ola Sundberg (1989–1990)
- Anders Klarström e Madeleine Larsson (1990–1992)
- Anders Klarström (1992–1995)
- Mikael Jansson (1995–2005)
- Jimmie Åkesson (dal 2005)

### Primo vice leader
- Jonas Åkerlund (2006–2015)
- Julia Kronlid (2015–2019)
- Henrik Vinge (dal 2019)

### Secondo vice leader
- Jonas Åkerlund (2005–2006)
- Anna Hagwall (2006–2009)
- Carina Ståhl Herrstedt (2009–2019)
- Julia Kronlid (dal 2019)

### Segretario
- Jakob Eriksson (1998–2001)
- Jimmy Windeskog (2001–2003)
- Torbjörn Kastell (2003–2004)
- Jan Milld (2004–2005)
- David Lång (2005)
- Björn Söder (2005–2015)
- Richard Jomshof (2015–2022)
- Mattias Bäckström Johansson (dal 2022)

### Segretario internazionale
- Mattias Karlsson (dal 2022)

### Portavoce
- Leif Zeilon e Jonny Berg (1988–1989)
- Ola Sundberg e Anders Klarström (1989–1990)
- Anders Klarström e Madeleine Larsson (1990–1992)

### Altri importanti membri
- Sten Andersson (28 febbraio 1943 – 16 agosto 2010)
- Tommy Funebo
- Dragan Klaric

## Risultati elettorali

### Elezioni legislative
| Elezione | Voti      | %           | +/-  | Seggi    | +/-     | Status                  |
| -------- | --------- | ----------- | ---- | -------- | ------- | ----------------------- |
| 1988     | 1 118     | 0,0         |      | 0 / 349  |         | Extraparlamentare       |
| 1991     | 4 887     | 0,1         | 0,1  | 0 / 349  | Stabile | Extraparlamentare       |
| 1994     | 13 954    | 0,3         | 0,2  | 0 / 349  | Stabile | Extraparlamentare       |
| 1998     | 19 624    | 0,4 (10.º)  | 0,1  | 0 / 349  | Stabile | Extraparlamentare       |
| 2002     | 76 300    | 1,4 (8.º)   | 1,0  | 0 / 349  | Stabile | Extraparlamentare       |
| 2006     | 162 463   | 2,9 (8.º)   | 1,9  | 0 / 349  | Stabile | Extraparlamentare       |
| 2010     | 339 610   | 5,7 (6.º)   | 2,8  | 20 / 349 | 20      | Opposizione             |
| 2014     | 801 178   | 12,9 (3.º)  | 7,2  | 49 / 349 | 29      | Opposizione             |
| 2018     | 1 135 627 | 17,5 (3.º)  | 4,6  | 62 / 349 | 13      | Opposizione             |
| 2022     | 1 330 325 | 20,54 (2.º) | 3,04 | 73 / 349 | 11      | Appoggio esterno attivo |

### Elezioni europee
| Anno | Voti    | %          | +/- | Seggi         | +/-               |
| ---- | ------- | ---------- | --- | ------------- | ----------------- |
| 1999 | 8 568   | 0,3 (8.º)  |     | 0 / 22        |                   |
| 2004 | 28 303  | 1,1 (9.º)  | 0,8 | 0 / 19        | Stabile           |
| 2009 | 103 573 | 3,3 (10.º) | 2,2 | 0 / 18 0 / 20 | Stabile · Stabile |
| 2014 | 359 248 | 9,7 (5.º)  | 6,4 | 2 / 20        | 2                 |
| 2019 | 636 877 | 15,3 (3.º) | 5,6 | 3 / 20        | 1                 |
| 2024 | 552 920 | 13,2 (4.º) | 2,1 | 3 / 20        | Stabile           |